# Futsal-Regionalliga West (Frauen)
Die Futsal-Regionalliga West der Frauen, zuvor Futsalliga West, bis 2016 WFLV-Futsal-Liga, ist die höchste Futsal-Liga der Frauen in Nordrhein-Westfalen. Sie wurde im Jahre 2015 gegründet und steht unter der Leitung des Westdeutschen Fußballverbandes. Sie ist deutschlandweit die einzige Futsal-Spielklasse auf Regionalligaebene bei den Frauen. Aktueller Titelträger und Rekordmeister ist der UFC Münster.

## Geschichte und Modus
Die WFLV-Futsal-Liga wurde im Jahre 2015 eingeführt und umfasste in der ersten Saison sechs Mannschaften. Ab der zweiten Saison wurde die Liga auf neun Mannschaften erweitert und in Futsalliga West umbenannt. Aktuell nehmen vier Teams teil. Es gibt keinen Auf- und Abstieg; die Mannschaften müssen sich beim Verband melden, wenn sie teilnehmen wollen.
Die Mannschaften treten im Ligasystem gegeneinander antreten. Dabei spielt jede Mannschaft zwei- oder dreimal gegen jede andere Mannschaft aus der Liga. Für einen Sieg gibt es drei Punkte, für ein Unentschieden einen Punkt und für eine Niederlage null Punkte. Bei Punktgleichheit von zwei oder mehreren Mannschaften zählt zunächst der direkte Vergleich und danach die bessere Tordifferenz.

## Teilnehmer Saison 2024/25
- Grün-Weiß Brauweiler
- GTSV Essen
- Futsal Panthers Köln
- UFC Münster

## Bisherige Meister
Die Tabelle führt alle Meister und Vizemeister der Futsal-Regionalliga West der Frauen auf.
| Saison  | Meister                                      | Vizemeister                                  |                                              |
| ------- | -------------------------------------------- | -------------------------------------------- | -------------------------------------------- |
| 2015/16 | UFC Münster                                  | Pegasus Westfalia Hagen                      |                                              |
| 2016/17 | UFC Münster                                  | UFC Paderborn                                |                                              |
| 2017/18 | UFC Münster                                  | UFC Paderborn                                |                                              |
| 2018/19 | UFC Münster                                  | UFC Paderborn                                |                                              |
| 2019/20 | UFC Münster                                  | UFC Paderborn                                |                                              |
| 2020/21 | Saisonabbruch aufgrund der COVID-19-Pandemie | Saisonabbruch aufgrund der COVID-19-Pandemie | Saisonabbruch aufgrund der COVID-19-Pandemie |
| 2021/22 | UFC Münster                                  | UFC Paderborn                                |                                              |
| 2022/23 | UFC Münster                                  | Futsal Panthers Köln                         |                                              |
| 2023/24 | UFC Münster                                  | Futsal Panthers Köln                         |                                              |
| 2024/25 | UFC Münster                                  | Futsal Panthers Köln                         |                                              |